# Nikolaj Antropov

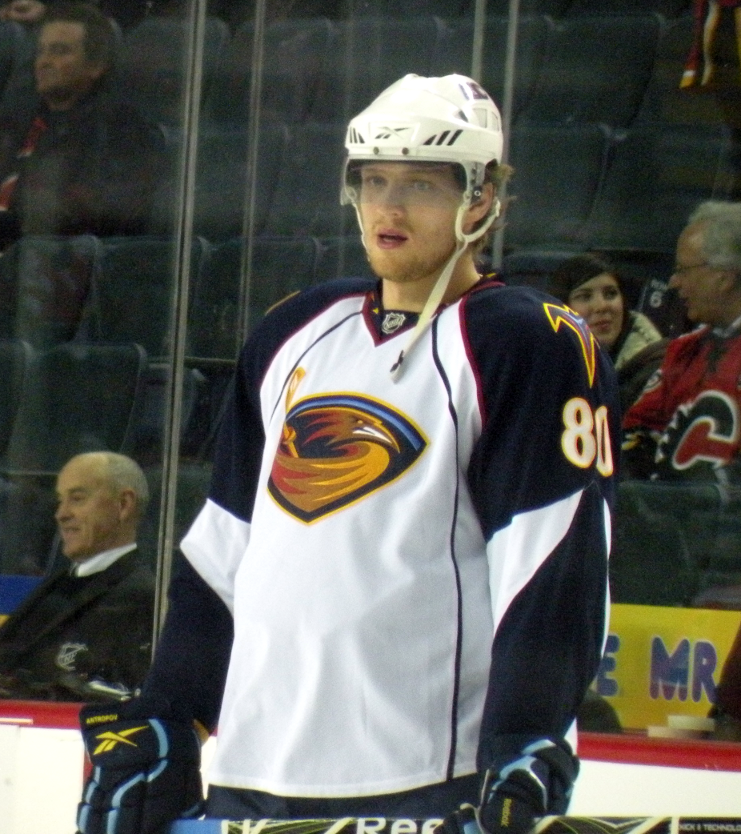
Nik Antropov i Atlanta Thrashers.

Nikolaj "Nik" Aleksandrovitj Antropov, ryska: Николай Александрович Антропов, född 18 februari 1980 i Ust-Kamenogorsk, Kazakstan, är en rysk-kazakisk före detta professionell ishockeyspelare som spelar för Barys Astana i KHL. Han valdes som 10:e spelare totalt i NHL-draften 1998 av Toronto Maple Leafs.
Antropov har tidigare representerat Toronto Maple Leafs, New York Rangers och Atlanta Thrashers i NHL samt Dynamo Moskva, Ak Bars Kazan och Lokomotiv Jaroslavl i Ryssland. 
Antropov är en storvuxen forward med sina 198 cm och 111 kg men har inte en speciellt fysisk spelstil. Han är center men har också spelat som högerforward, exempelvis bredvid Mats Sundin under tiden i Toronto Maple Leafs.

## Statistik

### Klubbkarriär
|            |                         |            |         | Grundserie | Grundserie | Grundserie | Grundserie | Grundserie |     | Slutspel | Slutspel | Slutspel | Slutspel | Slutspel |
| Säsong     | Lag                     | Liga       | Matcher | Mål        | Assist     | Poäng      | Utv        | Matcher    | Mål | Assist   | Poäng    | Utv      |          |          |
| ---------- | ----------------------- | ---------- | ------- | ---------- | ---------- | ---------- | ---------- | ---------- | --- | -------- | -------- | -------- | -------- | -------- |
| 1996–97    | Torpedo Ust-Kamenogorsk | RUS-2      | 8       | 2          | 1          | 3          | 6          | —          | —   | —        | —        | —        |          |          |
| 1997–98    | Torpedo Ust-Kamenogorsk | RUS-2      | 42      | 15         | 24         | 39         | 62         | —          | —   | —        | —        | —        |          |          |
| 1998–99    | Dynamo Moskva           | RSL        | 30      | 5          | 9          | 14         | 30         | 11         | 0   | 1        | 1        | 4        |          |          |
| 1999–00    | Toronto Maple Leafs     | NHL        | 66      | 12         | 18         | 30         | 41         | 3          | 0   | 0        | 0        | 4        |          |          |
| 1999–00    | St. John's Maple Leafs  | AHL        | 2       | 0          | 0          | 0          | 4          | —          | —   | —        | —        | —        |          |          |
| 2000–01    | Toronto Maple Leafs     | NHL        | 52      | 6          | 11         | 17         | 30         | 9          | 2   | 1        | 3        | 12       |          |          |
| 2001–02    | Toronto Maple Leafs     | NHL        | 11      | 1          | 1          | 2          | 4          | —          | —   | —        | —        | —        |          |          |
| 2001–02    | St. John's Maple Leafs  | AHL        | 34      | 11         | 24         | 35         | 47         | —          | —   | —        | —        | —        |          |          |
| 2002–03    | Toronto Maple Leafs     | NHL        | 72      | 16         | 29         | 45         | 124        | 3          | 0   | 0        | 0        | 0        |          |          |
| 2003–04    | Toronto Maple Leafs     | NHL        | 62      | 13         | 18         | 31         | 62         | 13         | 0   | 2        | 2        | 18       |          |          |
| 2004–05    | Ak Bars Kazan           | RSL        | 10      | 2          | 3          | 5          | 6          | —          | —   | —        | —        | —        |          |          |
| 2004–05    | Lokomotiv Yaroslavl     | RSL        | 26      | 4          | 15         | 19         | 44         | 9          | 3   | 4        | 7        | 18       |          |          |
| 2005–06    | Toronto Maple Leafs     | NHL        | 57      | 12         | 19         | 31         | 56         | —          | —   | —        | —        | —        |          |          |
| 2006–07    | Toronto Maple Leafs     | NHL        | 54      | 18         | 15         | 33         | 44         | —          | —   | —        | —        | —        |          |          |
| 2007–08    | Toronto Maple Leafs     | NHL        | 72      | 26         | 30         | 56         | 92         | —          | —   | —        | —        | —        |          |          |
| 2008–09    | Toronto Maple Leafs     | NHL        | 63      | 21         | 25         | 46         | 24         | —          | —   | —        | —        | —        |          |          |
| 2008–09    | New York Rangers        | NHL        | 18      | 7          | 6          | 13         | 6          | 7          | 2   | 1        | 3        | 6        |          |          |
| 2009–10    | Atlanta Thrashers       | NHL        | 76      | 24         | 43         | 67         | 44         | —          | —   | —        | —        | —        |          |          |
| 2010–11    | Atlanta Thrashers       | NHL        | 76      | 16         | 25         | 41         | 42         | —          | —   | —        | —        | —        |          |          |
| 2011–12    | Winnipeg Jets           | NHL        | 69      | 15         | 20         | 35         | 42         | —          | —   | —        | —        | —        |          |          |
| 2012–13    | Barys Astana            | KHL        | 26      | 3          | 14         | 17         | 39         | —          | —   | —        | —        | —        |          |          |
| 2012–13    | Winnipeg Jets           | NHL        | 40      | 6          | 12         | 18         | 16         | —          | —   | —        | —        | —        |          |          |
| 2013–14    | Barys Astana            | KHL        | 36      | 8          | 18         | 26         | 62         | 10         | 1   | 3        | 4        | 14       |          |          |
| 2014–15    | Barys Astana            | KHL        | 39      | 7          | 14         | 21         | 64         | 7          | 0   | 1        | 1        | 2        |          |          |
| NHL totalt | NHL totalt              | NHL totalt | 788     | 193        | 272        | 465        | 627        | 35         | 4   | 4        | 8        | 40       |          |          |

### Internationellt
| År            | Lag           | Turnering     | Matcher | Mål | Assist | Poäng | +/− | Utv |
| ------------- | ------------- | ------------- | ------- | --- | ------ | ----- | --- | --- |
| 1998          | Kazakstan     | JVM           | 7       | 0   | 6      | 6     |     | 8   |
| 1998          | Kazakstan     | VM            | 3       | 0   | 1      | 1     | -1  | 4   |
| 1999          | Kazakstan     | JVM           | 6       | 3   | 5      | 8     |     | 14  |
| 2006          | Kazakstan     | OS            | 5       | 1   | 0      | 1     | +2  | 4   |
| 2014          | Kazakstan     | VM            | 6       | 1   | 4      | 5     | -2  | 29  |
| Senior totalt | Senior totalt | Senior totalt | 14      | 2   | 5      | 7     | -1  | 37  |